# Winter-Universiade 1964/Skilanglauf
Bei der Winter-Universiade 1964 wurden vier Wettbewerbe im Skilanglauf ausgetragen.

## Bilanz

### Medaillenspiegel
| Platz  | Land             | Gold | Silber | Bronze | Gesamt |
| ------ | ---------------- | ---- | ------ | ------ | ------ |
| 1      | Sowjetunion      | 4    | 1      | 1      | 6      |
| 2      | Bulgarien        | –    | 2      | –      | 2      |
| 3      | Tschechoslowakei | –    | 1      | –      | 1      |
| 4      | Polen            | –    | –      | 3      | 3      |
| Gesamt | Gesamt           | 4    | 4      | 4      | 12     |

### Medaillengewinner
| Disziplin                | Gold                                                                          | Silber                                                                  | Bronze                                                                  |
| ------------------------ | ----------------------------------------------------------------------------- | ----------------------------------------------------------------------- | ----------------------------------------------------------------------- |
| 15 km Männer             | Igor Worontschichin                                                           | Waleri Tarakanow                                                        | Nikolai Arschilow                                                       |
| 4 × 10 km Staffel Männer | SowjetunionWaleri Tarakanow Nikolai Arzilow German Karpow Igor Worontschichin | TschechoslowakeiĽudovít Fusko Jindřich Fabián Ján Ilavský Štefan Harvan | PolenJózef Łupieżowiec Szymon Krasicki Kazimierz Zelek Stanislaw Lassak |
| 5 km Frauen              | Nina Demina                                                                   | Krastana Stoewa                                                         | Weronika Budny                                                          |
| 3 × 4 km Staffel Frauen  | SowjetunionKapitolina Kruglowa Nina Sanukowa Nina Demina                      | BulgarienWelitschka Pandewa Nadeschda Wassiljewa Krastana Stoewa        | PolenAnna Ustupska Joanna Łopuszyńska Weronika Budny                    |